# Claude Renoir
Claude André Henri Renoir (* 4. Dezember 1913 in Paris; † 5. September 1993 in Troyes) war ein französischer Kameramann.

## Leben
Claude Renoir entstammte einer Künstlerfamilie: Sein Vater war der Schauspieler Pierre Renoir, einer seiner Onkel, der ebenfalls Claude Renoir (1901–1969) hieß, Produzent (Nana) und Regisseur, und sein Großvater der Maler Pierre-Auguste Renoir.
Mit seinem anderen Onkel, dem Regisseur Jean Renoir, drehte Claude Renoir einige Filme, unter anderen Eine Landpartie (Partie de campagne), 1936 und Der Strom (The River) 1951.  Renoir, der mit Regisseuren wie Roger Vadim und Maurice Cloche zusammenarbeitete, verlor während der 1970er Jahre langsam sein Augenlicht und zog sich Anfang der 1980er Jahre aus dem Filmgeschäft zurück. Seinen letzten Film, die Dokumentation Lovers of Truel drehte er 1985.

## Filmografie (Auswahl)
- 1935: Toni
- 1940: Serenade (Sérénade)
- 1949: Alice im Wunderland (Alice au pays des merveilles)
- 1951: Dr. Knock läßt bitten (Knock)
- 1951: Der Strom (The River)
- 1952: Der eiserne Handschuh (The Green Glove)
- 1952: Die goldene Karosse (La carrozza d‘oro)
- 1956: Weiße Margeriten (Elena et les Hommes)
- 1957: Die Hexen von Salem (Les Sorcières de Salem)
- 1958: Ein Frauenleben (Une vie)
- 1960: …und vor Lust zu sterben (...et mourir de plaisir)
- 1962: Der junge General (La Fayette)
- 1964: Die Hölle von Algier (L’insoumis)
- 1965: Im Reich des Kublai Khan (La Fabuleuse aventure de Marco Polo)
- 1966: Drei Bruchpiloten in Paris (La Grande vadrouille)
- 1966: Die Beute (La Curée)
- 1968: Außergewöhnliche Geschichten (Histoires extraordinaires)
- 1968: Barbarella
- 1969: Die Irre von Chaillot (The Madwoman of Chaillot)
- 1970: Die Dame im Auto mit Brille und Gewehr (La Dame dans l’Auto avec des lunettes et un fusil)
- 1971: Der Coup (Le Casse)
- 1973: Die Schlange (Le serpent)
- 1975: French Connection II
- 1976: Brust oder Keule (L’Aile ou la Cuisse)
- 1977: Ein irrer Typ (L’Animal)
- 1977: Der Querkopf (La Zizanie)
- 1977: James Bond 007 – Der Spion, der mich liebte (The Spy Who Loved Me)
- 1978: Der unheimliche Fremde (Attention, les enfants regardent)